# Lúcia Delor
Lúcia Delor, nome artístico de Leonor da Silva Genari(São Paulo, 20 de março de 1910 — Rio de Janeiro, 22 de maio de 1986) foi uma atriz, radioatriz, radialista, locutora e dubladora brasileira. Mais voltada ao teatro e ao rádio, teve poucas atuações no cinema, No Começo foi acreditada como Lúcia Genari.
Foi colega de trabalho de Mário Lago na Rádio Nacional, onde atuou em diversas radionovelas.

## Biografia
Filha da também atriz Palmira Silva (nome artístico da luso-brasileira Palmyra da Silva Campos), e irmã de Diva Sônia, que também atuava (este era o nome artístico da irmã, que na verdade se chamava Olímpia); Delor se casou com apenas treze anos de idade, com Armindo Di Mônaco, com quem teve dois filhos  Diamela (1928) e Renato (c. 1930); com o marido passou a morar na cidade fluminense de Campos dos Goytacazes onde, em 1933 e já separada do esposo, conheceu a companhia teatral de Jayme Costa que a convida para dela fazer parte, assinalando no ano seguinte sua estreia na peça Berenice e sua mudança para a capital do estado, adotando o nome artístico de Lúcia Delor.
Na companhia conheceu o ator Delorges Caminha e logo se casaram, formando par romântico e trabalhando juntos em várias companhias teatrais. Em 1936 ingressa na companhia de Procópio Ferreira, em que trabalha ao lado de nomes como Paulo Gracindo; no ano seguinte faz parte da companhia de Darcy Cazarré e em 1938 o companheiro monta a Companhia Brasileira de Comédias Delorges Caminha na qual a atriz participa de seu maior número de peças; neste trabalho percorre todo o país, até diminuir o trabalho no teatro em 1944 quando, após algumas participações no rádio, ela é contratada junto ao marido pela Rádio Transmissora (futura Rádio Globo) que, então, encerra sua companhia; ambos então dedicam-se principalmente ao trabalho no rádio, passando por várias emissoras cariocas.
Em 1968 retoma o trabalho teatral na companhia de Eva Todor, atuando em várias peças. Sua filha Diamela, com o nome artístico de Maria do Céu, também foi atriz. Na década de 1980 Delor foi diagnosticada com demência e, sob os cuidados da filha, passou por vários internamentos até vir a falecer de septicemia e falência múltipla de órgãos em decorrência do Mal de Alzheimer, em 22 de maio de 1986; seu filho Renato morrera pouco antes, de alcoolismo.

## Trabalho artístico

### Filmografia
| Ano  | Título             | Personagem         |
| ---- | ------------------ | ------------------ |
| 1936 | Bonequinha de Seda | Secretária de João |
| 1949 | Pinguinho de Gente | Mathilde           |

### Teatro
Delor atuou, entre outras, nas seguintes peças teatrais:
- 1933 - Que Culpa Tenho Eu de Ser Bonito
- 1934 - Berenice, de Roberto Gomes (autor), na Companhia de Jayme Costa.[6]
- 1934 - Deus lhe Pague, de Joracy Camargo, na Companhia de Comédias Modernas.[6]
- 1934 - Sexo, de Renato Vianna (autor) e Cristiano de Sousa (direção).[7]
- 1936 - A Esperança da Família com Procópio Ferreira, Otília Amorim e Hortência Santos.
- 1938  - Iáiá Boneca, de Ernani Fornari (autor) e direção de Oduvaldo Vianna, em que atuou ao lado da mãe.[8] Esta foi seu maior sucesso, permanecendo dois anos em cartaz e tendo reapresentações em 1944.[6]
- 1938 - A Mulher que Todos Querem (comédia em três atos), de Raimundo Magalhães Júnior (interpreta "uma datilógrafa")[9]
- 1940 - O Maluco Número 4, de Armando Gonzaga (autor) e Delorges Caminha (produção).[10]
- 1940 - Pertinho do Céu, de José Wanderley e Mário Lago (autores).[11]
- 1957 - A Intrusa, no Grande Teatro.[6]
- 1962 - História de Duas Mãos, no Teatro de Mistério, com Rodolfo Mayer e Nelly Amaral.[6]
- 1968 - Senhora na Boca do Lixo, de Jorge Andrade, direção de Dulcina de Moraes, com Eva Todor[12]
- 1969 - A Celestina, de Fernando de Rojas (autor),  Walmir Ayala (tradução) e Eros Martim (direção).[13]
- 1970 - Em Família, de Oduvaldo Vianna Filho.[14]
- 1971 - Bigamia de Outro Mundo, com Eva Todor e Estelita Bell etc.

### Radionovelas e programas de rádio
Na Rádio Tupi atuou em:
- Nada (1938)
- Dois Contra uma Cidade Inteira (1943)
- Não Estamos Sós (1943)
- Teatrinho de Eva (programa, 1943)

Na Rádio Globo:
- Os Imigrantes (1945)
- Os Filhos Mandam (1945)
- O Passado Não Volta (1945)
- Demônio Branco (1945)
- Garoa (1946)
- Nas Trevas do Passado (1947)
- A Menina do Estoril (1947)
- Capricho (1947)
- A Volta (1947)
- A Mentira (1948)
- Naufrágio (1948)
- Um Violino na Sombra (1948)
- Tudo Um Amor (1949)
- Estranho Hóspede (1949)
- Bocage (1950) (de Amaral Gurgel)

Na rádio Mundial:
- A Mentira (1955)
- Enquanto o Sono Não Chega (1956)
- A Vida de São Francisco de Paula (1956)

Em 1957, pela Rádio Nacional:
- ...E Meu Filho Não Voltou
- Calúnia
- A Eterna Presença do Pecado
- O Destino Não Tem Fronteiras
- Tortura de Uma Traição
- O Cavaleiro da Noite

## Televisão
Delor não teve muita presença na televisão; pela TV Rio atuou em algumas apresentações ao vivo de teleteatro, em peças como  Nossos Filhos (1958) sob direção de Floriano Faissal.

## Dublagem
Em 1970 é contratada pela Herbert Richers e realiza vários trabalhos de dublagem; entre seus principais trabalhos está a Vovó Esther Walton, na série Os Waltons, ou a Vovó Dulcina do desenho animado Precious Pupp (Xodó da Vovó, no Brasil).